# Nobody Love
«Nobody Love» —en español: «Nadie amor»— es una canción de la cantante estadounidense Tori Kelly. Escrita por Tori, Max Martin y Savan Kotecha y producida por Max, la canción fue lanzada como el primer sencillo de su álbum debut, Unbreakable Smile (2015), el 8 de febrero de 2015. Un video musical de la canción fue lanzada en 26 de febrero de 2015. es primer top 100 hit de Kelly en los Estados Unidos alcanzando el número 50.

## Antecedentes y lanzamiento
"Nobody Love" fue lanzado por la vía de distribución digital, el 8 de febrero de 2015. El video de la canción del lyric video también fue subido a YouTube y VEVO, un día después del día del lanzamiento.

## Lista de canciones
- Descarga digital

1. "Nobody Love" – 3:23

## Composición
Musicalmente, «Nobody Love» es una canción de pop y R&B muy influenciado por el hip hop y soul. Líricamente, la canción habla de los toros en una relación.

## Video musical
El video fue lanzado el 26 de febrero de 2015 a través de VEVO, y fue dirigido por Ryan Pallotta.

## Versiones y uso en los medios
Kelly Clarkson versionó la canción como parte de sus «Fan Requests» en la noche del estreno de su Piece by Piece Tour. Kelly Clarkson fue halagado de que se cubrió la canción y también agradeció a Kelly «para el Shoutout y ser un artista tan real».
«Nobody Love» fue utilizado en un episodio de Catfish: The TV Show.

## Posicionamiento en listas
| Listas (2015)                         | Mejor posición |
| ------------------------------------- | -------------- |
| Australia (ARIA)                      | 14             |
| Canadá (Canadian Hot 100)             | 36             |
| Nueva Zelanda (Recorded Music NZ)     | 5              |
| Estados Unidos (Billboard Hot 100)    | 50             |
| Estados Unidos (Adult Top 40)         | 25             |
| Estados Unidos (Hot Dance Club Songs) | 28             |
| Estados Unidos (Mainstream Top 40)    | 12             |